# 大卫·布拉德利
大卫·布拉德利（1942年4月17日—）是一位英格兰演员。他最知名的角色是在哈利波特电影系列中扮演的飛七，而且在舞台表演上有所建树：他因李爾王的出演获得过一个劳伦斯·奥利弗奖。另外在电视剧《我们北方的朋友》、《权力的游戏》、《小镇疑云》，电影《終棘警探》和《美國隊長 (電影)》中演出。2013年，他在关于《異世奇人》的文献纪录片《时空大冒险》中扮演了威廉·哈特内尔（第一任博士）。
2014年參與歐美劇《活屍末日》演出猶太老人亞伯拉罕·斯崔奇。